# Pickle and Peanut
Pickle and Peanut è una serie televisiva animata statunitense, creata da Noah Z. Jones nel 2015 per Disney XD.
Negli Stati Uniti la serie è stata trasmessa dal 7 settembre 2015 al 20 gennaio 2018, mentre in Italia dal 17 maggio 2016.
La serie vede protagonisti i due amici Pickle e Peanut, rispettivamente un cetriolo e un'arachide antropomorfi, le cui disavventure formano il contenuto del cartone. Come per Fish Hooks - Vita da pesci (creato sempre da Jones), anche Pickle and Peanut utilizza un misto tra animazione e live action. La sigla italiana è cantata da Umberto e Daniele Vita.

## Episodi
| Stagione         | Episodi | Prima TV USA | Prima TV Italia |
| ---------------- | ------- | ------------ | --------------- |
| Prima stagione   | 22      | 2015-2016    | 2016            |
| Seconda stagione | 20      | 2017-2018    | 2018            |

## Personaggi e doppiatori

### Personaggi principali
- Pickle (stagioni 1-2), voce originale di Jon Heder, italiana di Alessandro Quarta.
- Peanut (stagioni 1-2), voce originale di Johnny Pemberton, italiana di Gabriele Patriarca.

### Personaggi ricorrenti
- McSweats (stagioni 1-2), voce originale di Dana Snyder, italiana di Gianluca Solombrino.
- Dott. Pamplemousse (stagioni 1-2), voce originale di Jet Jurgensmeyer, italiana di Mattia Fabiano.

### Personaggi secondari
- Mam Mams, voce originale di H. Michael Croner, italiana di Daniela D'Angelo.
- Couch Dracula, voce originale di Paul Reubens, italiana di Luigi Ferraro.
- Camey Girl, voce italiana di Serena Ventrella.
- Pierre, voce originale di JB Blanc, italiana di Gianluca Solombrino.